# Maria Mose Vestergaard
Maria Mose Vestergaard (født 21. maj 1995 i Esbjerg) er en dansk håndboldspiller, der spiller for HH Elite. Hun har tidligere spillet for  TTH Holstebro og Team Esbjerg som hun fik debut for i en pokalkamp mod FC Midtjylland i april 2014.